# Stelio Frati
Stelio Frati (Milano, 1919 – Milano, 14 maggio 2010) è stato un ingegnere aeronautico, progettista e imprenditore italiano.

## Biografia
Fin da giovane Frati si appassionò all'aviazione. Aeromodellista di talento, nel 1940 divenne campione italiano nel volo libero propulso. Uno dei suoi modelli rimase in volo per due ore e mezzo senza radiocomando. Nel 1938, si iscrisse al Politecnico di Milano, che ancora non aveva un Dipartimento di Aeronautica, ma ospitava il Centro Studi Ed Esperienze per il Volo a Vela (CVV).

### Dall'aeromodellismo alla costruzione di aeromobili
Stelio Frati quindi partecipò allo sviluppo di diversi alianti progettati dal CVV. Lavorò anche alla bomba volante Assalto Radioguidato, grande monoplano propulso da un motore radiale che doveva essere fatto decollare da un pilota. In quota il pilota avrebbe dovuto espellere il tettuccio, uscire ed lanciarsi con il paracadute, e la bomba sarebbe poi stata radiocontrollata verso l'obiettivo da un aereo guida. Destinata ad attaccare i convogli navali alleati nel Mar Mediterraneo, questa macchina fu costruita in 5 esemplari di cui 2 testati in volo, ma non fu mai utilizzata in operazioni belliche.
Stelio Frati si laureò in Ingegneria Meccanica nel 1943 e lasciò il Politecnico di Milano per tornarvi nel 1944 come assistente al Dipartimento di Aeronautica, da poco istituito. Per 10 anni egli avrebbe insegnato, pur continuando il suo percorso professionale. Gradualmente Frati divenne un progettista indipendente, disegnando aerei di cui avrebbe venduto i diritti di produzione a vari produttori italiani. Il suo primo velivolo fu il Ditta Movo FM1 Passero, un moto aliante in grado di volare a 150 km/h con un motore di 20 CV.
Nel 1946 pubblicò il libro "L'aliante", edito da Hoepli, che rimase per anni un punto di riferimento per tutti coloro che volevano cimentarsi nella costruzione di un aliante.

### Modelli di produzione esterna
Nel 1951 Frati progettò un elegante monoplano biposto in legno per addestramento e sport, l'F.4 Rondone. Il prototipo fu costruito dalla CVV mentre le unità di produzione furono realizzate dalla Aeronaut, nella versione con motore Continental C90 da 85 CV, e da Lombarda e Ambrosini con motore Walter Mikron 65 CV. Il Rondone accrebbe la reputazione Stelio Frati attraverso una serie di record internazionali, tra cui una velocità record sui 100 km alla media di 257 km/h stabilita dal pilota Inginio Guagnellini. L'F.5 era un aereo a reazione originale con configurazione in tandem a due posti. Alimentato da un motore Turboméca Palas 150 kgf, realizzato interamente in legno, era costruito secondo le tecniche del volo a vela. Fu realizzato un solo prototipo, costruito dalla Caproni nel 1952.
L'Airone F.6 era un bimotore quadriposto proposto con motori Walter Minor da 105 CV o Lycoming O-290D da 135 CV, ma l'unico prototipo, costruito da Pasotti, fu motorizzato con un Continental C90. Pasotti dovrebbe anche costruire 10 F.7, adattamento triposto dell'F.4, sempre con motore C.90, il cui prototipo fece il volo inaugurale il 10 febbraio 1954. L'F.9 Sparviero è la versione monomotore dell'Airone. Un esemplare fu costruito nel 1956 da Pasotti con un motore 8 cilindri a V Hirth da 240 CV, poi sostituito da un motore più moderno, un Lycoming GO-435-C2 da 250 CV.

### L'F.8L Falco e i suoi derivati
L'F.8 Falco è stato il capostipite di una linea di velivoli biposto particolarmente sportivi. Spinto da un Continental C.90, il prototipo fece il suo primo volo 15 giugno 1955. L'F.8L è il modello di serie dotato di un'ala più grande e di un motore Lycoming con potenza variabile tra 135-160 CV a seconda del produttore. Nel 1979 questo progetto riemerse negli Stati Uniti sotto forma di un kit commercializzato per costruttori amatoriali da Sequoia Aircraft di Richmond in Virginia. Questo kit incorpora molte modifiche essendo stato ridisegnato dall'ingegnere David B.Thurston.
L'F.14 Nibbio che volò il 16 gennaio 1958, era una riprogettazione a quattro posti dell'F.8L con un motore Lycoming da 180 CV, di cui furono costruiti 10 esemplari, con consegne a partire dal 1959.
Il primo aereo di Stelio Frati ad utilizzare un apporto, ancorché modesto, di costruzione metallica, fu l'F.15 Picchio, il cui prototipo volò per la prima volta il 7 maggio 1959: il rivestimento in compensato era ricoperto da un sottile foglio di alluminio. Procaer avrebbe dovuto produrre 15 velivoli F-15 a tre posti con motore Lycoming da 160 CV, 54 F.15A quadriposto con Lycoming da 180 CV e 35 F.15B. Fu il primo aereo progettato da Stelio Frati ad ottenere la certificazione FAA. Costruito nel 1960, l'F.400 Cobra era un biposto a reazione derivato dal Picchio, con la stessa struttura in legno con rivestimento metallico, ma un carrello triciclo e un turboreattore Turboméca Marboré 400 kgf. Il mercato per questo tipo di dispositivo era inesistente. Il primo prototipo andò distrutto in un incidente ed il secondo prototipo, un quadriposto con motore da 480 kgf, non fu mai completato.

### Transizione da costruzione in metallo
Nei primi anni 1960 divenne difficile vendere aerei in legno e Stelio Frati passò alla costruzione in metallo con notevole successo. Egli progettò l'F.250, che ricevette il suo nome perché fu equipaggiato con un motore Lycoming da 250 CV, che volò per la prima volta il 15 luglio 1964. Questo velivolo fu prodotto in serie dalla SIAI-Marchetti come SF-260.
Stelio Frati fondò nel 1970 GeneralAvia, acquistò un laboratorio ben attrezzato e, con l'aiuto di una dozzina di dipendenti, cominciò a produrre i suoi prototipi. Il primo fu l'F.20 Pegaso, bimotore per 5 o 6 passeggeri con 2 grossi motori Continental da 300 CV. Durante lo sviluppo di un velivolo utility bimotore ad ala alta, l'SF600 Canguro, Frati riprese lo sviluppo anche dell'F.15 Picchio.Dalla metà degli anni 80 al 1992 commissionato dalla ditta belga Promavia fu realizzato lo Jet squalus :Jet monomotore a 2 posti affiancati per L'addestramento piloti, con motore turbofan Garret. Uno degli ultimi velivoli disegnato da Stelio Frati fu l'F.22, ancora commercializzato da GeneralAvia. L'ultima creazione di Stelio Frati fu l'F30, che con "le sue linee sottili si inserisce direttamente nella prestigiosa linea di macchine volanti progettate dal grande ingegnere aeronautico, prodotte da Golden Avio 2 una consociata di Golden Car 3 e commercializzate in Francia da AEREAS 4. Attraverso la sua eleganza, ULM F30 Brio è un discendente degno di Cobra F.400 (in) o SF-260 ".

## Curiosità
Stelio Frati fu una delle poche persone a conseguire il brevetto di volo svolgendo l'esame con un aereo di propria costruzione.

## Progetti
Questo l'elenco dei progetti:
- Ditta Movo F.M.1 Passero[4]
- F.4 Rondone
- F.5
- F.6 Airone
- F.7 Rondone
- F.8 Falco
- F.9 Sparviero
- F.14 Nibbio
- F.15 Picchio
- F.20 Pegaso
- F.20TP Condor
- F.22 Pinguino
- F.30
- F.200
- F.250
- F.260
- SF.260
- F.400
- F.480
- SF.600 Canguro (en: "Kangaroo")
- F.1000[5]
- F.1300 Jet Squalus
- F.2500[5]
- F.3000[5]
- F.3500 Sparviero
- Aeromere F.8L America
- Ambrosini F.4 Rondone
  - Ambrosini F.7 Rondone II
- Aviamilano F.8L Series I Falco
  - Aviamilano F.8L Series II Falco
  - Aviamilano F.14 Nibbio
  - Aviamilano F.250 - primo prototipo con motore 187 kW (250 hp) Lycoming O-540-AID
  - Aviamilano F.260 - due prototipi con motore 194 kW (260 hp) Lycoming O-540-E4A5
- Caproni Trento F.5
- Ditta Movo F.M.1 Passero[6]
- Frati Sky Arrow[7]
- GeneralAvia F.15 Picchio - prototipo con Lycoming O-320 e tre posti
  - GeneralAvia F.15C - motore Continental IO-470 e tip tanks
  - GeneralAvia F.15D - F.15B con motore Franklin
  - GeneralAvia F.15E - all-metal versione del F.15B con Continental IO-520K (GeneralAvia)
  - GeneralAvia F.15F Delfino - F.15E con bubble canopy (GeneralAvia)
  - GeneralAvia F.20TP Condor
  - GeneralAvia F.22 Pinguino
  - GeneralAvia F.3500 Sparviero
  - GeneralAvia Airtruck
- Golden Car F.30[8]
- Italair F.20 Pegaso
- JSC Sokol F.15F Excalibur - F.15F costruito da JSC Sokol per HOAC
- Laverda Super Falco Series IV
- Pasotti F.6 Airone
  - Pasotti F.9 Sparviero
- Piaggio 149 / Focke Wulf Piaggio 149D
- Procaer Cobra
  - Procaer F.15A - motore Lycoming O-360 e quattro posti (Procaer)
  - Procaer F.15B - F.15A con ali diverse e serbatoi diversi (Procaer)
  - Procaer Picchio
- Promavia F.1300 Jet Squalus
- Sequoia F.8L Falco
- SIAI Marchetti SF.260 - Versione serie del F.260
  - SIAI Marchetti SF.260 - F.260
  - SIAI Marchetti SF.260A - Pre serie
  - SIAI Marchetti SF.260M - Militare
  - SIAI Marchetti SF.260AM - Aeronautica Militare
  - SIAI Marchetti SF.260ML - Export per Libia
  - SIAI Marchetti SF.260W Warrior - con attacchi alari
  - SIAI Marchetti SF.260SW Sea Warrior - Guardia costiera
  - SIAI Marchetti SF.260B - Versione civile del SF-260M, 1974
  - SIAI Marchetti SF.260C - SF.260B migliorato, 1977
  - SIAI Marchetti SF.260TP - con Allison 250-B17D turboprop su SF.260C, 1980
  - SIAI Marchetti SF.260D - SF.260C con miglioramenti, 1985
  - SIAI Marchetti SF.260E - SF.260D per USAF
  - SIAI Marchetti SF.260F - con motore fuel-injected, 2010
  - SIAI Aermacchi SF.260EA - Aeronautica militare
- Vulcanair SF.600 Canguro ("Kangaroo")
- Waco Meteor